# تدافع ملعب كويكوى
تدافع ملعب كويكوى في 21 نوفمبر 2014 حدث تدافع في ملعب مبيزو في كويكوي زيمبابوي، مما أسفر عن مقتل 11 شخصًا وإصابة 40 شخصًا. ذكرت وكالة رويترز أن حوالي 30 ألف شخص حضروا خدمة دينية كان يرأسها والتر ماغايا. بعد القداس غادر الحشد باتجاه مخرج واحد في تدافع مما أسفر عن مقتل أربعة على الفور، وأعلن وفاة سبعة آخرين في المستشفى. ذكرت صحيفة بزنس ستاندرد أن التدافع كان بسبب إطلاق الشرطة الغاز المسيل للدموع بعد أن حاول بعض الحشد كسر أجزاء من جدار الاستاد للخروج.